# Tongamya miranda
Tongamya miranda is een vliegensoort uit de familie Mydidae. De wetenschappelijke naam van de soort is voor het eerst geldig gepubliceerd in 1966 door Stuckenberg.
De soort komt voor in Mozambique en Zuid-Afrika.